# Hockeyallsvenskan 2023/2024
Hockeyallsvenskan 2023/2024 var den 25:e säsongen av Hockeyallsvenskan i dess nuvarande form som Sveriges näst högsta serie i ishockey. Serien spelas i 52 omgångar där alla lagen möter varandra fyra gånger. Lagen som placerar sig på plats 1–6 går direkt till slutspelets kvartsfinal, medan lag 7–10 först spelar åttondelsfinal. De två sist placerade lagen spelar Play out om vem som ska flyttas ner till Hockeyettan. Seriepremiären spelades fredagen den 22 september 2023.

## Deltagande lag
Nya lag i serien denna säsong är Brynäs IF som flyttats ner från Svenska Hockeyligan samt Nybro Vikings IF och Kalmar HC som flyttas upp från Hockeyettan.
Förutom sportslig kvalificering krävs också att lagen uppfyller en rad andra krav för att få elitlicens, det gäller framförallt för klubbarna att ha en stabil ekonomi. Efter att HC Vita Hästen spelat färdigt sin säsong ansökte de om konkurs den 31 mars 2023 vilket gjorde att Västerviks IK, som egentligen åkte ur serien, erbjöds och accepterade en plats i Hockeyallsvenskan.
Den 21 juni 2023 kom beskedet att Kristianstads IK inte beviljas elitlicens. Föreningen hade redan dispens under föregående säsong och Licensnämnden ansåg inte att klubben följt handlingsplanen som upprättades vid det första kontrollåret och därför inte kunde få ett nytt. Klubben menade dock att de hade finansiering för kommande säsong och meddelade genast att de skulle överklaga. Kalmar HC, tvåa i kvalserien till Hockeyallsvenskan, var det lag som stod på tur att flyttas upp. 13 juli beslöt Svenska Ishockeyförbundets appellationsnämnd att avslå Kristianstads överklagan. Tidigare beslut att flytta ner Kristianstad och ge deras plats till Kalmar HC bekräftades därmed. Kristianstads IK:s ordförande Peter Åfeldt uttalade efter att ha nåtts av beslutet "Det här har inte gått rätt till" och menade att klubbens skulle söka prövningstillstånd för ytterligare en överklagan till Riksidrottsnämnden.
| Lag              | Ort        | Arena             | Tränare           | Plac.    | Sedan     | Not           |
| ---------------- | ---------- | ----------------- | ----------------- | -------- | --------- | ------------- |
| AIK              | Stockholm  | Hovet             | Anton Blomqvist   | 10       | 2014/2015 | [ 10 ] [ 11 ] |
| Almtuna IS       | Uppsala    | Gränby ishall     | Robert Kimby      | 7        | 2003/2004 | [ 12 ] [ 13 ] |
| BIK Karlskoga    | Karlskoga  | Nobelhallen       | Dennis Hall       | 6        | 1999/2000 | [ 14 ] [ 15 ] |
| Brynäs IF        | Gävle      | Monitor ERP Arena | Niklas Gällstedt  | 13 i SHL | 2023/2024 | [ 16 ] [ 17 ] |
| Djurgårdens IF   | Stockholm  | Hovet             | Michael Holmqvist | 4        | 2022/2023 | [ 18 ] [ 19 ] |
| IF Björklöven    | Umeå       | Winpos Arena      | Viktor Stråhle    | 2        | 2013/2014 | [ 20 ] [ 21 ] |
| Kalmar HC        | Kalmar     | Hatstore Arena    | Viktor Tuurala    | 2 i HE   | 2023/2024 | [ 22 ] [ 23 ] |
| Mora IK          | Mora       | Smidjegrav Arena  | Daniel Hermansson | 3        | 2019/2020 | [ 24 ] [ 25 ] |
| Nybro Vikings IF | Nybro      | Liljas Arena      | Tommy Samuelsson  | HE       | 2023/2024 | [ 26 ] [ 27 ] |
| Södertälje SK    | Södertälje | Scaniarinken      | Magnus Bogren     | 5        | 2015/2016 | [ 28 ] [ 29 ] |
| Tingsryds AIF    | Tingsryd   | Dackehallen       | Arto Miettinen    | 13       | 2015/2016 | [ 30 ] [ 31 ] |
| Västerviks IK    | Västervik  | ACT-hallen        | Nichlas Falk      | 14       | 2016/2017 | [ 32 ] [ 33 ] |
| Västerås IK      | Västerås   | ABB Arena Nord    | Karl Helmersson   | 9        | 2018/2019 | [ 34 ] [ 35 ] |
| Östersunds IK    | Östersund  | Östersund Arena   | Tero Lehterä      | 12       | 2022/2023 | [ 36 ] [ 37 ] |

## Förhandstips
|                  | 7 maj Aftonbladet | 11 maj Hockeysverige | 21 maj Folkbladet | 17 juni Hockeysverige | 24 juni Mora Tidning | 9 juli Västerbottenskuriren | 19 juli Barometern‑OT | 20 juli Aftonbladet | 3 aug Hockeysverige | 30 augusti Bettingstugan | 8 sept Hockeysverige | 10 sept Folkbladet | 22 sept Barometern‑OT | Genomsnitt |
| ---------------- | ----------------- | -------------------- | ----------------- | --------------------- | -------------------- | --------------------------- | --------------------- | ------------------- | ------------------- | ------------------------ | -------------------- | ------------------ | --------------------- | ---------- |
| Brynäs IF        | 1                 | 2                    | 1                 | 2                     | 1                    | 1                           | 2                     | 1                   | 1                   | 1                        | 1                    | 1                  | 1                     | 1,23       |
| IF Björklöven    | 2                 | 1                    | 2                 | 1                     | 2                    | 2                           | 1                     | 6                   | 2                   | 2                        | 2                    | 2                  | 2                     | 2,08       |
| Södertälje SK    | 4                 | 3                    | 3                 | 3                     | 3                    | 3                           | 4                     | 2                   | 3                   | 4                        | 3                    | 3                  | 5                     | 3,31       |
| Djurgårdens IF   | 3                 | 5                    | 4                 | 4                     | 4                    | 4                           | 3                     | 4                   | 5                   | 3                        | 4                    | 4                  | 3                     | 3,85       |
| Västerås IK      | 7                 | 7                    | 8                 | 5                     | 7                    | 7                           | 5                     | 3                   | 4                   | 6                        | 5                    | 5                  | 4                     | 5,62       |
| Mora IK          | 8                 | 6                    | 6                 | 7                     | 5                    | 5                           | 7                     | 5                   | 8                   | 7                        | 8                    | 6                  | 7                     | 6,54       |
| BIK Karlskoga    | 6                 | 4                    | 5                 | 6                     | 6                    | 6                           | 8                     | 7                   | 7                   | 8                        | 6                    | 8                  | 9                     | 6,62       |
| AIK              | 5                 | 8                    | 7                 | 8                     | 8                    | 8                           | 6                     | 8                   | 6                   | 5                        | 7                    | 7                  | 6                     | 6,85       |
| Nybro Vikings IF | 10                | 12                   | 11                | 9                     | 9                    | 10                          | 9                     | 10                  | 9                   | 11                       | 9                    | 9                  | 10                    | 9,85       |
| Almtuna IS       | 9                 | 9                    | 9                 | 11                    | 11                   | 11                          | 11                    | 9                   | 12                  | 9                        | 10                   | 10                 | 8                     | 9,92       |
| Östersunds IK    | 12                | 10                   | 10                | 10                    | 10                   | 9                           | 10                    | 11                  | 10                  | 10                       | 11                   | 11                 | 11                    | 10,38      |
| Tingsryds AIF    | 11                | 11                   | 12                | 12                    | 12                   | 12                          | 13                    | 12                  | 13                  | 14                       | 13                   | 13                 | 12                    | 12,31      |
| Västerviks IK    | 14                | 13                   | 13                | 13                    | 14                   | 13                          | 14                    | 13                  | 11                  | 11                       | 12                   | 12                 | 14                    | 12,85      |
| Kalmar HC        | -                 | -                    | -                 | -                     | -                    | 14                          | 12                    | 14                  | 14                  | 13                       | 14                   | 14                 | 13                    | 13,50      |
| Kristianstads IK | 13                | 14                   | 14                | 14                    | 13                   | -                           | -                     | -                   | -                   | -                        | -                    | -                  | -                     | 13,60      |

Första tipset inför säsongen var Sportbladets så kallade Kamikazetips som publicerades så tidigt som 5 maj och gjordes av Mats Wennerholm. Därefter följde en lång rad tippanden och rankningar. Ett urval finns i tabellen till intill. Tipsen skiljer sig inte så mycket, den största skillnaden är att Kristianstads IK förlorade sin plats i Hockeyallsvenskan under sommaren 2023 och ersattes av Kalmar HC. Båda lagen tippades i allmänhet sist. Tingsryd och Västervik tippades också långt ner. I toppen tippades Brynäs IF, i början av sommaren tillsammans med Björklöven men efterhand framstod de allt mer som ensamma favoriter. Det lag som tappade mest i ranking under sommaren var BIK Karlskoga som ofta varit ett topplag i Hockeyallsvenskan, men som nu tippas i undre halvan. Mest uppmärksamhet fick de nya lagen. Brynäs som favoriter till serieseger och till att gå upp till SHL igen, Nybro Vikings för överraskande bra silly season för att vara nykomlingar samt Kalmar HC för att ha fått sin plats mitt under sommaren och därmed fått ett sämre läge än de andra lagen som redan tagit de bästa spelarna.

## Grundserien
Seriepremiären hölls den 22 september där den mest uppmärksammade matchen var Brynäs–AIK, en match Brynäs vann med 5–2. Samtliga nykomlingar vann sina matcher, och Tim Theocharidis fick göra Kalmar HC första mål i Hockeyallsvenskan någonsin. Premiäromgången ledde även till att Djurgårdsbacken Axel Andersson drog på sig en tre matcher lång avstängning. Andra omgången innebar Brynäs första poängförlust, borta mot Västerås, en storseger för Södertälje mot Östersund 7–1 och att Västervik lyckades ta en poäng av Djurgården hemma. AIK förlorade sin andra match med tre måls marginal, denna gång mot Björklöven och placerade sig sist i tabellen tillsammans med BIK Karlskoga – båda på noll poäng. Efter match mot Karlskoga stängdes Västerviks Václav Karabáček av tre matcher för kicking.
Tredje omgången spelades 29–30 september. Brynäs och Björklöven tog storsegrar mot Mora respektive Västervik. Västerås besegrade Södertälje med straffar och Tingsryd tog ett poäng hemma mot Djurgården. AIK tog sin första seger mot Kalmar hemma och lämnade därmed bottenplaceringen. Kalle Loponen, back för Västerås, drog på sig tre matchers avstängning och böter för en huvudtackling. Till den fjärde omgången påverkade flera flyttade matcher tabellen som nu haltade, det vill säga lagen hade olika många spelade matcher. Nybro förlorade sin första match (mot AIK) och fick lämna serieledningen till Björklöven som ledde på målskillnad. I botten låg BIK Karlskoga som enda lag utan poäng. Efter AIK:s storseger mot Nybro fick Willam Ignberg Nilsson en tre matcher lång avstängning för Illegal check to the head mot Jesper Mångs. Femte omgången spelades till stor del den sjätte oktober. Mora vann stort över Västerås, Östersund besegrade Djurgården och Almtuna slog Björklöven. Det senare innebar att Björklöven fick återlämna serieledningen till Nybro. Brynäs som flyttat flera matcher hade högst poängkvot men låg på sjätte plats med 8 poäng. Brynäs lagkapten Johan Larsson stängdes i efterhand av två matcher för en Illegal check to the head som skedde i matchen mot Västervik.
Omgång sex och sju innebar först en storförlust för serieledande Nybro mot Södertälje och därefter en tidig seriefinal mot favoriterna Brynäs som Nybro överraskande vann. För Brynäs var det den första förlusten för säsongen. Andraplatsen hölls av Björklöven, som förlorade mot Tingsryd i sjätte omgången och sedan besegrade Kalmar. I botten tog Karlskoga sin första seger borta mot Västervik. Djurgården hade också börjat svagt, bland annat nollade av Västerås i sjätte omgången, och låg nu trea från slutet efter sex spelade matcher. Nybros Rihards Marenis dömdes för otillbörligt uppträdande och fick två matchers avstängning efter matchen mot Södertälje. Efter mötet med Östersund stängdes Tingsryds Anton Lundmark av i tre matcher matcher för att ha krockat med domaren. Lundmark överklagade till Riksidrottnämnden, men dömdes där också.
I omgång åtta och nio vann Björklöven stort över Nybro och gick upp i serieledning för att sedan tappa poäng mot Karlskoga och bli passerade av Brynäs som vann sina matcher mot Djurgården och Östersund. Djurgården förlorade även mot Kalmar och låg kvar på en 11:e plats strax efter Södertälje som också presterade under förväntan.  I omgång tio besegrar Djurgården AIK i ett av säsongens stora Stockholmsderbyn. Västeråsspelaren Kyle Topping dömdes i efterhand till fem matchers avstängning för att ha knuffat en domare i ryggen i matchen mot Nybro. I elfte omgången återtar Björklöven serieledningen efter att ha besegrat Brynäs i en seriefinal med 0–2. I samma omgång besegrade Almtuna Djurgården med 4–3 och Södertälje slog AIK och tog sig upp från bottenskicket till mitten av tabellen.
Under omgång 12 och 13 drar Brynäs och Björklöven ifrån i toppen av ligan därefter ligger lagen tätt. Mellan lag tre och åtta skiljde det bara fyra poäng. Djurgården tappade poäng mot Karlskoga och förlorade mot Nybro och placerade sig återigen trea från slutet. Krisstämning råder i klubben och media rapporterar om gräl mellan lagkaptenen Marcus Krüger och tränaren Johan Garpenlöv. Tingsryd, däremot, förbättrade sin position genom segrar mot Almtuna och Västervik och nådde en niondeplats vilket innebar att man lämnade bottenstriden. Den 1 november införde polisen väskförbud på alla offentliga evenemang p.g.a. terrorhot. Moras Johan Persson stängdes av fem matcher efter en huvudtackling i matchen mot Karlskoga. I den fjortonde omgången nollade AIK och Södertälje sina motståndare, Västerås respektive Östersund, på hemmaplan. Därefter följde en veckas långt uppehåll som hölls samtidigt som SHL:s landslagsuppehåll. I Hockeyallsvenskan spelades ändå några matcher som flyttats av olika anledningar. Inför uppehållet ledde Björklöven serien med en poäng (och en mer spelad match) före Brynäs på andra plats. Sex poäng efter toppduon låg AIK, Mora och Nybro på samma poäng. Sist låg Västervik och näst sist låg Östersund och på samma poäng. Framför dem låg Djurgården och Karlskoga. Emellan toppen och botten låg övriga fem lag inom fyra poängs avstånd, d.v.s serien var fortfarande ganska tät bortsett från de två lagen i toppen som dragit ifrån de övriga lite grand. Resultatet för Djurgården, som förväntades vara en toppklubb, var en stor besvikelse och den 6 november sa klubben upp kontraktet med tränarduon Johan Garpenlöv och Marcus Ragnarsson.
Omgång 15–18 innebar tappade poäng för topplagen. Björklöven tappade poäng mot Djurgården, förlorade mot Karlskoga och Västerås, men däremellan nollade de AIK. Brynäs förlorade mot Tingsryd, Västervik, Södertälje och AIK (på övertid) innan man kunde vinna mot Nybro. Brynäs hade nu tre färre spelade matcher än Björklöven men bara ett poäng mindre. Avståndet till trean och fyran, Mora respektive Nybro hade dock krympt till två poäng, men de hade båda en match mer spelad än Brynäs. Därefter följde i tur och ordning AIK, Västerås och Södertälje. Mitten av serien var fortfarande ganska tät (plats 3–12 inom tio poäng) och lag åkte ofta några platser upp eller ner mellan omgångarna beroende vinst eller förlust. I botten låg Östersund och Västervik och strax före dem Karlskoga, Tingsryd och Djurgården i ordning nerifrån. Mellan Östersund och Djurgården skiljde sex poäng, men då hade Djurgården, tillsammans med Almtuna, spelat minst antal matcher i serien – fyra färre än Björklöven och Tingsryd som hade flest. Några incidenter under omgångarna var att Tingsryd anmält fel spelare till matchen mot Brynäs. Spelaren Pontus Netterberg blev därför avvisad från isen när felet upptäcktes, men någon annan åtgärd mot klubben blev det inte. Spelarna Ludwig Blomstrand, Joel Mustonen och Julius Bergman stängdes av i tre, två respektive två matcher för olika förseelser. I matchen mellan Djurgården och Karlskoga utbröt stort slagsmål och fyra spelare fick matchavstängninar efteråt: Albin Grewe (3 matcher), Viktor Lennartsson (3), Hampus Plato (2) samt Olle Liss (2).  Matchen mellan Södertälje och Djurgården den 24 november fick avbrytas under andra perioden och läktarna utrymmas efter att supportrar använt pyroteknik. Matchen spelades färdigt inför tomma läktare.
Under omgång 19–22 vann Södertälje mot Västerås, Nybro, Karlskoga samt AIK och placerade sig efter det på en fjärdeplats endast tre poäng bakom serieledande Brynäs i en serie som tätnat i toppen. Djurgården klättrade upp ur bottenträsket genom segrar mot Kalmar, Västerås och Almtuna och nådde en åttondeplats med tre lag inom ett poängs avstånd framför sig. Västervik och Östersund låg fortsatt i botten, men nu med sju poängs avstånd upp till Karlskoga på tolfte plats. Södertäljes Ludvig Hedström drog på sig två matcher avstängning för en huvudtackling Djurgårdens Albin Grewe blev återigen ett ärende för disciplinnämnden och fick denna gång fyra matchers avstängning på grund av en Checking from behind i matchen mot Mora. Västerviks Anton Svensson drog på sig två matchers avstängning efter en charging i matchen mot Almtuna. AIK:s Eric Norin fick två matchers avstängning för fighting efter slutsignalen i Nybromatchen.
Omgångarna 23-26 innebar fler framgångar för Södertälje som vann mot Mora och tog över andraplatsen. I nästa omgång mötte de dock Björklöven som tog tillbaka den. Efter segrat mot Kalmar och Almtuna gick man upp i serieledning med tå matcher mer spelade och på samma poäng som Brynäs. Även Djurgården hade framgångar och vann mot Nybro, Brynäs och Västervik och avancerade från botten till en sjundeplats. 26:e omgången markerade halvtid i seriespelet, men då matcher flyttats hade flera lag spelat mer hälften av omgångarna. Brynäs ledde serien tre poäng före Södertälje som i sin tur låg två poäng före Björklöven som ledde över Mora på målskillnad. I botten hade Östersund och Västervik parkerat och sex poäng före dem Karlskoga som var en negativ överraskning. Nykomlingarna Nybro och Kalmar hade överraskat positivt med en femte respektive elfteplats, men båda förutspåddes få en tuff vinter. Några spelare drog på sig avstängningar: Brynäs Kasper Larsen fick två matchers avstängning för Physical abuse of officials, Björklövens Brandon Manning fick två matcher för slashing och Karlskogas Viktor Lang två matchers avstängning för slewfooting.
Brynås återtog serieledningen och omgångarna 27–30 innebar att man la sex poäng mellan sig och tvåan Södertälje. Djurgården hade i början av januari tagit sig upp till en tredjeplats trots förlorat Stockholmsderby. Tabellen var inte längre lika jämn, mellan Djurgården och Björklöven på fjärde skiljde nu fyra poäng vilket gjorde att Björklöven hade tio poäng upp till serieledning trots en match mer spelad. Mellan Tingsryd på plats tolv och Västervik på plats 13 skilde nu hela nio poäng och det framstod redan som klart att Västervik och Östersund skulle bli lagen som skulle få kvala denna säsong. Under mellandagarna slogs publikrekord i matchen mellan Djurgården och Södertälje med 13487 åskådare. Det var säsongen högsta publiksiffra inom svensk ishockey och den tredje högsta någonsin i  hockeyallsvenskans historia. Matchen mellan Västerås och AIK den 29 december fick skjutas upp en timme på grund av en utrymning efter att brandlarmet gått. När matchen återupptogs hade AIK:s fans stängts ute från matchen. Junior-VM spelades under mellandagarna och en bit in på det nya året. Nio spelare från Hockeyallsvenskan deltog, fem i det svenska landslaget, tre i det norska och en i det slovakiska. Spelare som stängdes av: Eric Engstrand, Västerås, fem matcher för Illegal check to the head, Karlis Cukste, Brynäs, två matcher för headbutting, Albin Grewe, Djurgården, fem matcher för Illegal check to the head samt Gustav Salmi Lilja, Västervik, två matcher för slewfooting.
Omgångarna 31–34 drog Brynäs ifrån efter segrar mot Kalmar, AIK, Västerås och Södertälje och ledde med 12 poäng före Södertälje som låg på samma poäng som Djurgården, men med en match mindre spelad. Björklövens Nick Schilkey och  Daniel Glad, Djurgården, drog båda på sig tre matcher avstängning för Illegal check to the head. Under de fyra följande omgångarna, 35-38. gick Södertälje dåligt med förluster mot AIK, Brynäs och Björklöven och föll därför till en femteplats medan Djurgården gick upp som tvåa och Mora la beslag på tredjeplatsen. Tabellen sprack upp mellan AIK på plats sex och Västerås på sjundeplatsen där det nu blev ett gap på åtta poäng. Två spelare stängdes av: Amil Krupic, Västerås, två matcher för Crosschecking samt återigen Djurgårdens Albin Grewe fem matcher för Illegal check to the head. 
Efter omgångarna 39–42 hade Brynäs ledning krympt till tre poäng före Södertälje, Djurgården och AIK som låg inom tre poäng från varandra. Längre ner i tabellen tappade Västerås placeringar ner till en elfte plats vilket inte skulle räcka för en åttondelsfinal. Samtidigt gjorde Kalmar motsatt resa och tog sig upp på en niondeplats. I början av februari gick Södertäljes Marcus Eriksson upp som främste målgörare i Hockeyallsvenskan genom alla tider. Omgångarna 43–46 innebar att Brynäs utökade sin ledning till tio poängs marginal medan AIK, Södertälje, Mora och Djurgården låg på plats 2-5 inom två poängs avstånd. Björklöven halkade efter toppklungan men höll åtta poängs avstånd till sjundeplatsen och Karlskoga som gjort en rejäl upphämtning efter sin usla säsongsinledning. Sedan vad det tätt igen med fyra lag inom fyra poäng på platserna 8-10. Innan transferfönstret stände den 15 februari sålde Västerås fyra av sina bästa spelare och kastade enligt många fans därmed in handuken i kampen om slutspelspats. De följande omgångarna 47-50 gick Brynäs över 100 poäng och med tre omgångar kvar var seriesegern säkrad. Södertälje förlorade kampan om andraplatsen mot AIK efter en överraskande övertidsförlust mot Nybro. Djurgården och Mora hade säkrat kvartsfinalplatser medan Björklöven höll fem poängs marginal mot Karlskoga på sjudneplatsen. Därefter hade Nybro, Kalmar och Almtuna säkrat platser i åttondelsfinalerna medan Västerås och Tingsryd var avhängda från slutspel, men utan risk för kvalspel. Östersund Alexander Anderberg drog på sig två matchers avstängning för crosschecking och Johan Larsson, Brynäs samt Almtunas Leon Lerebäck tre matcher vardera för buttending respektive illegal check to the head.

### Poängtabell
| Nr | Lag               | S  | V  | ÖV | ÖF | F  | GM  | IM  | MS  | P   |
| -- | ----------------- | -- | -- | -- | -- | -- | --- | --- | --- | --- |
| 1  | Brynäs IF (N)     | 52 | 33 | 5  | 3  | 11 | 199 | 127 | +72 | 112 |
| 2  | Södertälje SK     | 52 | 28 | 3  | 5  | 16 | 170 | 129 | +41 | 95  |
| 3  | AIK               | 52 | 25 | 7  | 6  | 14 | 166 | 134 | +32 | 95  |
| 4  | Djurgårdens IF    | 52 | 25 | 6  | 6  | 15 | 159 | 136 | +23 | 93  |
| 5  | Mora IK           | 52 | 24 | 8  | 3  | 17 | 152 | 126 | +26 | 91  |
| 6  | IF Björklöven     | 52 | 21 | 8  | 6  | 17 | 170 | 139 | +31 | 85  |
| 7  | BIK Karlskoga     | 52 | 21 | 6  | 5  | 20 | 155 | 147 | +8  | 80  |
| 8  | Nybro Vikings (U) | 52 | 20 | 7  | 3  | 22 | 154 | 157 | −3  | 77  |
| 9  | Almtuna IS        | 52 | 18 | 8  | 6  | 20 | 128 | 155 | −27 | 76  |
| 10 | Kalmar HC (U)     | 52 | 19 | 6  | 5  | 22 | 151 | 169 | −18 | 74  |
| 11 | Västerås IK       | 52 | 17 | 4  | 5  | 26 | 154 | 177 | −23 | 64  |
| 12 | Tingsryds AIF     | 52 | 14 | 4  | 12 | 22 | 121 | 160 | −39 | 62  |
| 13 | Östersunds IK     | 52 | 12 | 4  | 6  | 30 | 123 | 163 | −40 | 50  |
| 14 | Västerviks IK     | 52 | 9  | 2  | 7  | 34 | 109 | 192 | −83 | 38  |

### Resultattabell
| Hemma \ Borta    | AIK               | AIS           | BIK           | BIF          | DIF               | IFB                | KHC           | MIK           | NIF               | SSK           | TAIF              | VVIK              | VÅIK          | ÖIK               |
| AIK              | —                 | 3–0 3–4 (SD)  | 3–4 (str) 3–0 | 5–4 2–4      | 3–1 3–0           | 1–4 0–3            | 6–3 1–4       | 3–2 2–0       | 3–4 (SD) 5–6 (SD) | 3–6 6–3       | 3–4 (SD) 3–2 (SD) | 9–1 5–1           | 4–0 5–2       | 5–4 (SD) 4–1      |
| Almtuna IS       | 1–2 2–3           | —             | 4–2 3–4       | 1–3          | 4–3 2–1           | 6–5 (SD) 4–3 (str) | 4–1 5–4 (SD)  | 0–6 2–1       | 7–3 2–1           | 4–1 2–1 (SD)  | 1–4 1–2           | 1–2 (SD) 3–1      | 0–3 3–2 (SD)  | 2–1 2–0           |
| BIK Karlskoga    | 3–4 5–2           | 2–4 10–0      | —             | 1–3 1–2      | 3–4 (SD) 5–3      | 2–3 (str) 5–4      | 1–4 5–2       | 2–4 2–3       | 1–2 4–2           | 1–3 2–3       | 2–4 5–1           | 2–0               | 4–2 3–2       | 2–4 4–2           |
| Brynäs IF        | 5–2 5–3           | 6–1 4–2       | 6–2 6–3       | —            | 7–4 4–3 (str)     | 0–2 4–5 (str)      | 5–3 5–1       | 7–1 4–2       | 4–1               | 0–2 2–0       | 0–2 4–3 (SD)      | 5–4 (SD) 4–2      | 3–4 (str) 1–2 | 3–2 (SD) 10–2     |
| Djurgårdens IF   | 3–1 0–3           | 5–3 3–2 (str) | 3–2 3–2 (SD)  | 3–2 3–0      | —                 | 5–3 2–1            | 3–2 5–1       | 0–4 4–5 (str) | 0–2 3–1           | 4–3 7–3       | 5–2 3–2           | 5–3 4–1           | 0–2 3–2       | 4–3 8–2           |
| IF Björklöven    | 4–0 0–4           | 2–5 4–3 (SD)  | 1–2 1–2 (SD)  | 4–5 5–1      | 2–1 (SD) 4–6      | —                  | 4–3 (SD) 4–2  | 0–3 5–0       | 5–0 2–3           | 5–3 1–0       | 2–3 1–4           | 6–1 6–0           | 1–4 6–4       | 4–3 1–4           |
| Kalmar HC        | 1–0 2–3           | 5–4 (SD) 5–1  | 3–2           | 2–5 0–6      | 6–3 1–4           | 3–9 5–6 (SD)       | —             | 3–5 4–1       | 5–3 6–5           | 2–3 3–1       | 3–2 (SD) 2–3      | 4–3 (SD) 3–2 (SD) | 4–3 (SD) 2–4  | 2–3 4–1           |
| Mora IK          | 4–5 (SD) 2–3      | 2–1 (str) 4–1 | 2–4 4–3 (SD)  | 6–2 5–2      | 2–1 (SD) 5–4 (SD) | 1–2 (SD) 3–2 (SD)  | 2–1 (str) 5–1 | —             | 1–3 4–3           | 5–3 2–0       | 2–1 5–3           | 4–1 3–1           | 5–0 4–1       | 2–3 (SD) 3–2 (SD) |
| Nybro Vikings IF | 0–6 1–0 (SD)      | 1–2 4–3       | 3–4 1–2       | 4–1 2–5      | 1–4 0–3           | 3–4 (str) 4–2      | 1–3 5–1       | 5–2 6–1       | —                 | 3–4 3–2 (str) | 4–1 5–1           | 2–1 (SD) 6–2      | 4–3 3–2 (SD)  | 4–2 5–2           |
| Södertälje SK    | 3–4 (str) 4–2     | 5–0 4–2       | 6–2 4–1       | 1–4 3–5      | 1–3 2–1           | 2–3 3–0            | 4–5 (SD) 4–2  | 5–3 2–5       | 5–0 8–3           | —             | 5–0 3–2 (SD)      | 4–1 7–2           | 3–4 (str) 5–3 | 3–0 2–0           |
| Tingsryds AIF    | 2–3 (SD) 3–4 (SD) | 1–2 2–3 (str) | 2–3 (str) 1–2 | 4–6 2–5      | 2–3 (SD) 4–1      | 4–3 (SD) 2–5       | 4–3 (SD) 1–4  | 1–3 2–0       | 2–4 1–7           | 3–4 (SD) 1–3  | —                 | 3–0 4–3           | 3–4 (str) 1–4 | 0–3 2–3 (SD)      |
| Västerviks IK    | 2–4 0–3           | 3–5 2–3       | 5–6 (SD) 3–5  | 2–5 3–1      | 2–3 (SD) 4–2      | 5–0 1–5            | 1–3 1–4       | 2–5 1–4       | 3–1 4–3           | 3–2 2–3       | 2–3 1–4           | —                 | 4–5 (SD) 4–1  | 5–3 0–2           |
| Västerås IK      | 8–3 3–1           | 4–1 5–3       | 2–5 4–6       | 4–5 (SD) 0–4 | 3–7 2–3 (str)     | 2–5 1–3            | 5–1 2–4       | 2–3 3–2       | 4–6 6–3           | 3–6 3–4       | 5–4 1–3           | 5–1 3–5           | —             | 3–1 2–4           |
| Östersunds IK    | 2–5 2–3           | 3–4 1–2       | 1–2 3–4 (SD)  | 0–2 4–6      | 4–1 3–2 (SD)      | 3–7 2–1 (SD)       | 1–4 1–2       | 3–0           | 2–3 (SD) 3–4      | 1–7 1–2       | 3–4 4–0           | 2–3 (SD) 5–3      | 3–4 6–2       | —                 |

## Slutspel

### Slutspelsträd
|                 | Åttondelsfinaler (spelades i bäst av 3 matcher) | Åttondelsfinaler (spelades i bäst av 3 matcher) | Åttondelsfinaler (spelades i bäst av 3 matcher) |   |                | Kvartsfinaler (spelades i bäst av 7 matcher) | Kvartsfinaler (spelades i bäst av 7 matcher) | Kvartsfinaler (spelades i bäst av 7 matcher) |   |   | Semifinaler (spelades i bäst av 7 matcher) | Semifinaler (spelades i bäst av 7 matcher) | Semifinaler (spelades i bäst av 7 matcher) |  |   | Finaler (spelades i bäst av 7 matcher) | Finaler (spelades i bäst av 7 matcher) | Finaler (spelades i bäst av 7 matcher) |
|                 |                                                 |                                                 |                                                 |   |                |                                              |                                              |                                              |   |   |                                            |                                            |                                            |  |   |                                        |                                        |                                        |
|                 |                                                 |                                                 |                                                 |   |                | 1                                            | Brynäs IF                                    | 4                                            |   |   |                                            |                                            |                                            |  |   |                                        |                                        |                                        |
|                 |                                                 |                                                 |                                                 |   |                | 8                                            | Nybro Vikings                                | 0                                            |   |   |                                            |                                            |                                            |  |   |                                        |                                        |                                        |
|                 | 7                                               | BIK Karlskoga                                   | 2                                               |   |                | 8                                            | Nybro Vikings                                | 0                                            |   | 1 | Brynäs IF                                  | 4                                          |                                            |  |   |                                        |                                        |                                        |
|                 | 7                                               | BIK Karlskoga                                   | 2                                               |   |                |                                              |                                              |                                              |   | 1 | Brynäs IF                                  | 4                                          |                                            |  |   |                                        |                                        |                                        |
|                 | 10                                              | Kalmar HC                                       | 1                                               |   |                |                                              | 7                                            | BIK Karlskoga                                | 1 |   |                                            |                                            |                                            |  |   |                                        |                                        |                                        |
|                 | 10                                              | Kalmar HC                                       | 1                                               | 2 | Södertälje SK  | 0                                            | 7                                            | BIK Karlskoga                                | 1 |   |                                            |                                            |                                            |  |   |                                        |                                        |                                        |
|                 |                                                 |                                                 |                                                 |   |                | 0                                            |                                              |                                              |   |   |                                            |                                            |                                            |  |   |                                        |                                        |                                        |
|                 |                                                 |                                                 |                                                 |   |                | 7                                            | BIK Karlskoga                                | 4                                            |   |   |                                            |                                            |                                            |  |   |                                        |                                        |                                        |
|                 |                                                 |                                                 |                                                 |   |                |                                              |                                              |                                              |   |   |                                            |                                            |                                            |  | 1 | Brynäs IF                              | 4                                      |                                        |
|                 |                                                 |                                                 |                                                 |   |                |                                              | 4                                            | Djurgårdens IF                               | 0 |   |                                            |                                            |                                            |  |   |                                        |                                        |                                        |
|                 |                                                 |                                                 |                                                 |   |                | 3                                            | AIK                                          | 2                                            |   |   |                                            |                                            |                                            |  |   |                                        |                                        |                                        |
|                 |                                                 |                                                 |                                                 |   |                | 5                                            | Mora IK                                      | 4                                            |   |   |                                            |                                            |                                            |  |   |                                        |                                        |                                        |
|                 | 8                                               | Nybro Vikings                                   | 2                                               |   |                | 5                                            | Mora IK                                      | 4                                            |   | 4 | Djurgårdens IF                             | 4                                          |                                            |  |   |                                        |                                        |                                        |
|                 | 8                                               | Nybro Vikings                                   | 2                                               |   |                |                                              |                                              |                                              |   | 4 | Djurgårdens IF                             | 4                                          |                                            |  |   |                                        |                                        |                                        |
|                 | 9                                               | Almtuna IS                                      | 0                                               |   |                |                                              | 5                                            | Mora IK                                      | 2 |   |                                            |                                            |                                            |  |   |                                        |                                        |                                        |
|                 | 9                                               | Almtuna IS                                      | 0                                               | 4 | Djurgårdens IF | 4                                            | 5                                            | Mora IK                                      | 2 |   |                                            |                                            |                                            |  |   |                                        |                                        |                                        |
|                 |                                                 |                                                 |                                                 |   |                | 4                                            |                                              |                                              |   |   |                                            |                                            |                                            |  |   |                                        |                                        |                                        |
|                 |                                                 |                                                 |                                                 |   |                | 6                                            | IF Björklöven                                | 1                                            |   |   |                                            |                                            |                                            |  |   |                                        |                                        |                                        |
| Tabellplacering |                                                 |                                                 |                                                 |   |                |                                              |                                              |                                              |   |   |                                            |                                            |                                            |  |   |                                        |                                        |                                        |

## Play Out
Spelas i en matchserie mellan de två sist placerade lagen i serien. Bäst av sju matcher segrar och får behålla sin plats i Hockeyallsvenskan, förloraren flyttas ner till Hockeyettan.
Östersunds IK – Västerviks IK, 4–2 i matcher. Östersund kvalificerar sig för Hockeyallsvenskan nästa säsong medan Västervik flyttas ner till Hockeyettan.
| 1     | 11 mars 2024 | Östersunds IK   | 1 – 3           | Västerviks IK   | Östersund Arena |           |
| 19:00 | 19:00        | (0–1, 0–1, 1–1) | (0–1, 0–1, 1–1) | (0–1, 0–1, 1–1) | Östersund       | Östersund |
| 19:00 | 19:00        |                 |                 |                 | Östersund       | Östersund |
| 19:00 | 19:00        |                 |                 |                 | Östersund       | Östersund |
| 19:00 | 19:00        |                 |                 |                 | Östersund       | Östersund |
| 19:00 | 19:00        |                 |                 |                 | Östersund       | Östersund |
| 19:00 | 19:00        |                 |                 |                 | Östersund       | Östersund |

| 2     | 13 mars 2024 | Östersunds IK   | 3 – 2           | Västerviks IK   | Östersund Arena |           |
| 19:00 | 19:00        | (1–1, 1–1, 1–0) | (1–1, 1–1, 1–0) | (1–1, 1–1, 1–0) | Östersund       | Östersund |
| 19:00 | 19:00        |                 |                 |                 | Östersund       | Östersund |
| 19:00 | 19:00        |                 |                 |                 | Östersund       | Östersund |
| 19:00 | 19:00        |                 |                 |                 | Östersund       | Östersund |
| 19:00 | 19:00        |                 |                 |                 | Östersund       | Östersund |
| 19:00 | 19:00        |                 |                 |                 | Östersund       | Östersund |

| 3     | 16 mars 2024 | Västerviks IK   | 6 – 2           | Östersunds IK   | Plivit Arena |           |
| 18:00 | 18:00        | (2–1, 1–0, 3–1) | (2–1, 1–0, 3–1) | (2–1, 1–0, 3–1) | Västervik    | Västervik |
| 18:00 | 18:00        |                 |                 |                 | Västervik    | Västervik |
| 18:00 | 18:00        |                 |                 |                 | Västervik    | Västervik |
| 18:00 | 18:00        |                 |                 |                 | Västervik    | Västervik |
| 18:00 | 18:00        |                 |                 |                 | Västervik    | Västervik |
| 18:00 | 18:00        |                 |                 |                 | Västervik    | Västervik |

| 4     | 18 mars 2024 | Västerviks IK   | 1 – 2           | Östersunds IK   | Plivit Arena |           |
| 19:00 | 19:00        | (0–1, 1–0, 0–1) | (0–1, 1–0, 0–1) | (0–1, 1–0, 0–1) | Västervik    | Västervik |
| 19:00 | 19:00        |                 |                 |                 | Västervik    | Västervik |
| 19:00 | 19:00        |                 |                 |                 | Västervik    | Västervik |
| 19:00 | 19:00        |                 |                 |                 | Västervik    | Västervik |
| 19:00 | 19:00        |                 |                 |                 | Västervik    | Västervik |
| 19:00 | 19:00        |                 |                 |                 | Västervik    | Västervik |

| 5     | 21 mars 2024 | Östersunds IK   | 3 – 1           | Västerviks IK   | Östersund Arena |           |
| 19:00 | 19:00        | (0–0, 1–1, 2–0) | (0–0, 1–1, 2–0) | (0–0, 1–1, 2–0) | Östersund       | Östersund |
| 19:00 | 19:00        |                 |                 |                 | Östersund       | Östersund |
| 19:00 | 19:00        |                 |                 |                 | Östersund       | Östersund |
| 19:00 | 19:00        |                 |                 |                 | Östersund       | Östersund |
| 19:00 | 19:00        |                 |                 |                 | Östersund       | Östersund |
| 19:00 | 19:00        |                 |                 |                 | Östersund       | Östersund |

| 6     | 23 mars 2024 | Västerviks IK           | 1 – 5                   | Östersunds IK           | Plivit Arena            |                         |
| 18:00 | 18:00        | (0–0, 0–1, 0–5) Rapport | (0–0, 0–1, 0–5) Rapport | (0–0, 0–1, 0–5) Rapport | Västervik Publik: 1 333 | Västervik Publik: 1 333 |
| 18:00 | 18:00        |                         |                         |                         | Västervik Publik: 1 333 | Västervik Publik: 1 333 |
| 18:00 | 18:00        |                         |                         |                         | Västervik Publik: 1 333 | Västervik Publik: 1 333 |
| 18:00 | 18:00        |                         |                         |                         | Västervik Publik: 1 333 | Västervik Publik: 1 333 |
| 18:00 | 18:00        |                         |                         |                         | Västervik Publik: 1 333 | Västervik Publik: 1 333 |
| 18:00 | 18:00        |                         |                         |                         | Västervik Publik: 1 333 | Västervik Publik: 1 333 |